# Otto Kirchner (Intendant)
Otto Kirchner (* 22. Januar 1890 in Elberfeld; † 1950) war ein deutscher Schauspieler, Regisseur und Theaterintendant.

## Leben und Wirken
Nach seiner Schulzeit begann Kirchner mit einer Ausbildung zum Schauspieler bei Ferdinand Gregori. Noch vor dem Ersten Weltkrieg erhielt er zunächst erste Anstellungen an verschiedenen Theatern unter anderem auch als Bühnenbildner. Ab 1919 wurde Kirchner als Schauspieler und Regisseur an Theatern in Hirschberg, Düsseldorf, Berlin und Stettin verpflichtet. Anschließend übte er das Amt des Theaterdirektors, zunächst von 1921 bis 1924 an der Volksbühne des Nordens in Berlin-Pankow und von 1924 bis 1925 gleichzeitig sowohl am Schlosspark Theater in Berlin-Steglitz als auch am Berliner Thalia-Theater aus. Obwohl er für den Vorstand des Schlosspark Theaters neben seinem ehemaligen Lehrer Gregori auch den Regisseur Erhard Siedel und den Schauspieler Alfred Braun in den Theatervorstand berief, wurde ihm seitens des Bühnenvereins die nötige Unterstützung verweigert, ein festes Ensemble zu verpflichten. Daraufhin verließ er am 30. Mai 1925 beide Theater und gründete das Landesjugendtheater in Berlin, welches er bis 1928 ebenso leitete wie zugleich bis 1929 das Theater der Höheren Schulen ebendort, in denen er im Auftrag des Magistrats arbeitslose Schauspieler für die Erlangung einer zukünftigen Anstellung qualifizierte.
Nach einer folgenden kurzen Episode als Theaterdirektor am Theater in Hannover gastierte Kirchner mit einer Schauspieltruppe im In- und Ausland, darunter im Mai 1930 mit Lucie Höflich am Schauspielhaus Düsseldorf. Ab 1933 leitete er als Intendant die neu gegründete „Deutsche Musikbühne“, eine „gemeinnuetzige Vereinigung zur Pflege deutscher Kunst“ des Erbprinzen Heinrich XLV. Reuß, welches als Tourneetheater mit Sitz in Berlin fungierte. Reuß hatte Kirchner beim Sonderbeauftragten für Kulturpersonalien im Deutschen Reich, Hans Hinkel, als äußerst gewissenhaft und mit großen Erfahrungen auf dem Gebiet des Wandertheaters empfohlen, dem man nur „eine Vertrauensperson der Partei zur Seite stellen müsse“.
Zwei Jahre später erhielt Kirchner die Stelle des Intendanten am Stadttheater im ostpreußischen Elbing, das auch für das Theater in Braunsberg zuständig war. In dieser Zeit konnte Kirchner Gustaf Gründgens mit dem Gastspiel Emilia Galotti in der Originalbesetzung des Berliner Staatstheater verpflichten. Schließlich folgte er 1939 den Ruf an das Theater Aachen, wo er zunächst bis 1944 und erneut in den Jahren 1949 bis zu seinem Tod 1950 die Intendanz übernahm. In Aachen war Kirchner unter anderem Herausgeber einer Neuauflage der „Blätter des Stadttheaters“, nachdem diese zuvor nur in den Jahren 1924 und 1925 erschienen waren. Im Frühjahr 1942 gehörte Kirchner zusammen mit der Stadtverwaltung Aachen zu den Initiatoren, die auf Grund langwieriger Querelen mit dem amtierenden Generalmusikdirektor Herbert von Karajan ohne dessen Wissen mit Paul van Kempen einen Nachfolger verpflichteten und Karajan gleichzeitig von seinen Aufgaben entbanden. Karajan selbst äußert dazu, er habe den Zeitpunkt nicht gefunden, zu dem er hätte Schluss machen müssen, und sei so von Kirchner im Grunde hinausgeworfen worden.